# Índice de Reid
En fisiología, el índice de Reid es un cociente matemático que relaciona el espesor de la pared traqueo-bronquial del pulmón con las glándulas submucosas productoras de moco, localizadas en el punto de inspección. Al dividir el grosor de la pared del túbulo en cuestión entre el grosor de las glándulas, el índice normal es menor de 0.4, haciendo la contribución anatómica de la glándula serosa menor que el espesor del tubulo. En ciertas patologías del pulmón, como la bronquitis, la hipertrofia de las glándulas serosas hace que el índice de Reid aumente por encima de 0.4, haciéndose aún mayor con el progreso y empeoramiento crónico de la enfermedad.

## Cálculo
{\displaystyle \ IR={\frac {glandula}{pared}}}
donde:
IR es el índice de Reid
pared es el grosor de la pared de la vía aérea entre el epitelio y el cartílago.
glándula es el grosor de la glándula productora de moco en el lugar que se inspecciona.

## Historia
El nombre proviene de la doctora Lynne M. Reid, profesora de patología de la Escuela de Medicina de Harvard, quien en Londres estudió la bronquitis crónica y enfisema y la asociación de estas enfermedades con la producción de moco producido así como la composición física y química del moco.

## Anatomía
La tráquea, los bronquios y la mayoría de los bronquiolos son túbulos que en su trayecto hacia los alveolos están revestidos de cartílago. Desde el pericondrio que rodea internamente a este modelo cartilaginoso, hasta la membrana epitelial ciliado que da a la luz de la vía aérea representa el grosor de la pared representada en la ecuación del índice de Reid. Inmersas en ese espacio están también las glándulas secretoras de moco, las cuales aumentan de tamaño al incrementar la demanda o la estimulación de las glándulas en una detreminada región del árbol respiratorio. Esa es una característica de la bronquitis crónica, medida por un aumento en la relación de su tamaño en relación con la pared del túbulo que ocupa, y se percibe con un índice de Reid mayor de 0.4.